# Cassop-cum-Quarrington
Cassop-cum-Quarrington – civil parish w Anglii, w hrabstwie Durham. Leży 7 km na południowy wschód od miasta Durham i 371 km na północ od Londynu. W 2011 roku civil parish liczyła 5219 mieszkańców.